# Greve Strand
Greve Strand est une ville danoise de la commune de Greve.
Sa population était de 40 773 habitants en 2014 et de 41 879 habitants au 1er janvier 2015.

## Géographie
Greve Strand est situé sur le côté est de l'île de Zealand, à environ 25 kmde Copenhague et fait partie de sa zone urbaine.

## Histoire
Jusque dans les années 1960, la région était essentiellement agricole : la plupart des entreprises de la ville étaient concentrées le long de la route côtière Strandvejen.

## Personnes notables
- Mie Lacota (née en 1988 à Greve), cycliste professionnelle sur route et sur piste.
- Nadia Offendal (née en 1994 à Greve), joueuse de handball danoise.
- Andreas Bruus (né en 1999 à Greve, footballeur danois.